# 明福姬
明福姬（韓語：명복희，1979年1月29日—），韩国女子手球运动员。她曾代表韩国国家队参加2004年夏季奥林匹克运动会手球比赛，获得一枚银牌。她也曾参加2002年、2006年和2010年亚洲运动会。